# IV велико народно събрание
Четвъртото велико народно събрание е велико народно събрание, заседавало в Търново от 3 до 17 май 1893 и разпуснато, след като му изтича мандатът.

## Избори
Изборите за IV ВНС са насрочени с указ на княз Фердинанд I № 102 от 22 февруари 1893 г. Парламентарните избори се провеждат на 18 април същата година и са спечелени от Народнолибералната партия, както и от привържениците на княза. Избрани са общо 577 народни представители, като участват 534 депутати.

## Дейност
IV ВНС се свиква на 15. V. 1893 г. Неговата задача е да промени част от текстовете на Търновската конституция, отнасящи се до вероизповеданието на монарха и престолонаследника, даването на право на монарха да награждава с ордени, промени в реда на гласуването в ОНС, даването на някои финансови права на монарха и др.
По-конкретно целта на събранието е да промени членове 6, 38, 58, 59, 86, 114, 125, 126, 127, 139, 141, 144 и 161 от Търновската конституция. Сред по-важните промени са смяната на обръщението към монарха от „Светлост“ за княза и „Сиятелство“ за принца на „Царско височество“. Отделно е увеличен мандатът на обикновените народни събрания от 3 на 5 години, намален е броят на народните представители, от един на 10 000 души на един на 20 000 души, а при великите народни събрания – по двама на 10 000 души (1 на 5000). Създават се две нови министерства – Министерство на търговията и земеделието и Министерство на обществените сгради, пътищата и съобщенията.

## Председатели
- Димитър Петков
- Стефан Стамболов

### Подпредседатели
- Иван Халачев
- Иван Андонов

## Народни представители
Някои от народните представители са:
- Васил Карагьозов
- Георги Ангелиев
- Георги Данчов
- Желязко Петков
- Иван Влахов
- Иван Чапрашиков
- Миле Каралеев
- Сотир Антониади
- Стефан Димитров
- Стою Ранделов
- Стоян Чомаков
- Христо Самсаров
- Ив. П. Коев
- Илия Коев
- Илия Джиджишов
- Н. П. Корназов
- И. Ахмедов
- Косю Станчов
- Ив. К. Гръцки
- Руси Малов
- К. Ставриди
- Т. Кантарджиев
- Т. Петрев
- Д. Гергюв
- Ст. Попов